# ヘンリー＝アレックス・ルビン
ヘンリー＝アレックス・ルビン（Henry-Alex Rubin）は、アメリカ合衆国の映画監督。

## 経歴
2005年、スポーツ・ドキュメンタリー映画『マーダーボール』を共同監督。2012年、自身にとって初の物語映画となる『ディス/コネクト』を手がけた。

## フィルモグラフィー
- Who Is Henry Jaglom?（1997年）
- マーダーボール（2005年）
- ディス/コネクト（2012年）